# Partido Renovación Puertorriqueña
El Partido Renovación Puertorriqueña (PRP) fue un partido político puertorriqueño de corta duración fundado el 28 de agosto de 1983 en Ponce. El partido fue disuelto en 1987.El líder principal del partido era el entonces alcalde de San Juan Hernán Padilla, líder pro estadidad y fundador del Partido Nuevo Progresista, PNP.

## Historia

### Inicios
El PRP tiene sus orígenes en las elecciones de 1980 en Puerto Rico donde el Partido Nuevo Progresista apenas retuvo la gobernación y el puesto de Comisionado Residente, mientras perdió el control de la Senado y la Cámara de Representantes, así como la mayoría de los 78 municipios de la isla. Después de lo que muchos partidarios de la estadidad percibieron como una derrota, comenzó un movimiento para lograr que el Partido Nuevo Progresista nominara un nuevo candidato para las elecciones de 1984. El nombre del Dr. Hernán Padilla era el favorito para sustituir al gobernador Carlos Romero Barceló en la boleta del PNP. Sin embargo, el gobernador Romero Barceló reconoció la amenaza que representaba una posible candidatura de Padilla y en una asamblea del partido celebrada en Ponce el 14 de noviembre de 1982 preguntó a los delegados reunidos si había alguien que se atreviera a desafiarlo a él (Romero) por la nominación a gobernador. Lo hizo tres veces, mirando directamente a Padilla, que estaba sentado en el podio. Padilla no respondió de inmediato, pero algún tiempo después anunció que buscaría la nominación del PNP para gobernador para las elecciones de 1984.

### Fundación
Después de numerosas controversias entre Padilla y Romero sobre cómo y cuándo realizar primarias para resolver la disputa, y convencidos de que una primaria justa no era posible, Padilla y sus seguidores crearon el Partido Renovación Puertorriqueña. Algunos de los líderes pro estadidad que siguieron a Padilla fueron:
- Ángel Viera-Martínez (representante por acumulación en la Cámara de Representantes de Puerto Rico y vicepresidente del PNP, quien fue postulado para Comisionado Residente en 1984);
- Luis Batista-Salas (vicealcalde de San Juan, quien fue postulado para alcalde de San Juan en 1984);
- Ángel Rivera-Salas (coordinador interagencial)
- Danny López Soto (Senador por el Distrito de Carolina, quien fue postulado para un escaño por acumulación en el Senado de Puerto Rico)
- Luis Gonzalo de Jesús
- Héctor Martínez-Colón

Aunque la mayoría de los líderes del PRP apoyaron la estadidad para Puerto Rico, decidieron que su nuevo partido buscaría incluir a personas que apoyaran otras opciones de estatus.
El Partido Renovación Puertorriqueña fue fundado formalmente el 28 de agosto de 1983, en Ponce a pocos metros de donde se había llevado a cabo la asamblea del PNP del 14 de noviembre de 1982.
A pesar de que Padilla era ampliamente respetado por los votantes, al final recibió poco más del 4,05% de los votos, por debajo del umbral del 5% necesario para mantener al partido registrado.
El PRP era conocido como el partido multicolor, porque su logo era un arcoíris.